# سونگورلو
سونگورلو (به ترکی استانبولی: Sungurlu) شهری است در کشور ترکیه که در استان چوروم واقع شده‌است. جمعیت این شهر بر اساس سرشماری سال ۲۰۰۸ میلادی ۳۴٬۲۱۱ نفر و بر اساس برآوردهای سال ۲۰۰۹ میلادی ۳۴٬۱۹۵ نفر می‌باشد.